# IC 241
IC 241 est une galaxie lenticulaire située dans la constellation de la Baleine. Sa vitesse par rapport au fond diffus cosmologique est de (6715 ± 26) km/s, ce qui correspond à une distance de Hubble de 99,04 ± 6,94 Mpc (∼323 millions d'al). Elle a été découverte par l'astronome français Guillaume Bigourdan en 1886.

## Groupe de NGC 1016
La galaxie IC 241 fait partie du groupe de NGC 1016. En plus de IC 241 et de NGC 1016, ce groupe de galaxies compte au moins 8 autres galaxies : NGC 1004, NGC 1085, IC 232, IC 1843, UGC 2018, UGC 2019, UGC 2024 et UGC 2051. Dans l'article de Mahtessian, ces quatre dernières galaxies sont dénotées 0230+0003 (pour CGCG 0230.1+0003), 0230+0024 (pour CGCG 0230.1+0024), 0230+0012 (pour CGCG 0230.4+0012) et 0231+0108 (pour CGCG 0231.5+0128).